# Kate Siegel
Kate Gordon Siegelbaum (Silver Spring (Maryland), 9 d'agost de 1982), coneguda professionalment com a Kate Siegel), és una actriu i escriptora estatunidenca. Considerada com una scream queen pel seu extens treball al gènere de terror, Siegel és coneguda per les seves col·laboracions amb el seu marit, Mike Flanagan. Ha protagonitzat les pel·lícules Oculus (2013), Hush, que va coescriure, Ouija: Origin of Evil (ambdues del 2016), Gerald's Game (2017) i The Life of Chuck (2024), i la sèrie de televisió The Haunting of Hill House (2018), The Haunting of Bly Manor (2020), Midnight Mass (2021) i The Fall of the House of Usher (2023).

## Primers de la vida
Siegel va néixer el 1982 a Silver Spring, Maryland. Es va graduar a la Syracuse University el 2004.

## Carrera
Siegel va fer el seu debut com a actor a la pel·lícula The Curse of The Black Dahlia, que es va estrenar el 23 de gener de 2007. Aquell any va protagonitzar Hacia la oscuridad, que es va estrenar al Festival de Cinema de Tribeca el 28 d'abril de 2007. També va aparèixer a Steam al costat de Ruby Dee i Chelsea Handler. L'any 2008, Siegel va aparèixer al curtmetratge Knocked Down, que va ser dirigit per Ted Collins. El 2009, va fer el seu debut televisiu a Ghost Whisperer com Cheryl. El 2010, va aparèixer a Numb3rs com a Rachel Hollander. Després va aparèixer en un episodi de Castle. Aquell mateix any va aparèixer al thriller dramàtic Wedding Day.
El 2013, Siegel v aparèixer a Man Camp. El mateix any, va aparèixer a Oculus, una pel·lícula de terror escrita i dirigida per Flanagan. La pel·lícula es va estrenar mundialment al Festival Internacional de Cinema de Toronto el setembre de 2013 i es va estrenar l'abril de 2014. També va aparèixer en un episodi de Mob City. El 2014, va aparèixer a Demon Legacy.
El novembre de 2015, es va revelar que ella i Flanagan adaptarien la novel·la de ficció de joves adults 13 Days to Midnight en pel·lícula.
El 2016, Siegel va interpretar una dona sordmut assetjada per un assassí al thriller de terror Hush, una pel·lícula en la qual també va debutar com a guionista, coescrivant amb Flanagan. La pel·lícula es va estrenar a South by Southwest el 12 de març de 2016 i es va estrenar a Netflix el 8 d'abril de 2016.El juliol de 2016, va protagonitzar un anunci per a Stelara, un medicament per a la psoriasi. Aquell mateix any, Siegel va aparèixer a Ouija: Origin of Evil, també dirigida per Flanagan, que es va estrenar el 21 d'octubre de 2016..
El 2017, Siegel va protagonitzar al costat de Carla Gugino i Bruce Greenwood l'adaptació cinematogràfica de Gerald's Game, que també va ser dirigida per Flanagan. La pel·lícula es va estrenar el 29 de setembre de 2017 per Netflix.
El 2018, Siegel va tenir un paper protagonista com a Theodora Crain a la sèrie de terror sobrenatural de Netflix The Haunting of Hill House, basada en la novel·la homònima de Shirley Jackson de 1959. També va narrar el podcast Calling Darkness i ha estat actriu de veu a The NoSleep Podcast.
Siegel va interpretar Erin Greene a Midnight Mass de Netflix, que va ser escrita i dirigida per Flanagan, i va protagonitzar el seu company de repartiment de The Haunting of Hill House Henry Thomas.
El juliol de 2024, es va confirmar que faria el seu debut com a directora, ja que dirigiria un segment de V/H/S/Beyond, que es va estrenar exclusivament a Shudder el 4 d'octubre de 2024.

## Vida personal
Siegel és d'ascendència jueva russa, jueva polonesa i jueva alemanya. Siegel va dir l'any 2008 que és bisexual i havia mantingut relacions amb dones abans. Es va casar amb el director Mike Flanagan a començaments de 2016. Tenen dos fills: un fill, Cody, i una filla, Theodora, que porta el nom del personatge de Siegel a The Haunting of Hill House. És la madrastra del fill gran de Flanagan d'una relació anterior.

## Filmografia

### Cinema
| Any  | Títol                         | Paper            | Notes                            | Ref.   |
| ---- | ----------------------------- | ---------------- | -------------------------------- | ------ |
| 2007 | The Curse of the Black Dahlia | Jennifer         | Pel·lícula directa a vídeo       |        |
| 2007 | Total Darkness                | Jenn             |                                  |        |
| 2007 | Steam                         | Elizabeth        |                                  |        |
| 2008 | Knocked Down                  | Ajudant de Lance | Curtmetratge                     |        |
| 2009 | Puke in My Mouth              | Ms Taken 2       | Curtmetratge                     |        |
| 2012 | Wedding Day                   | Erica            |                                  |        |
| 2012 | The Collector                 | Jess             | Curtmetratge                     |        |
| 2013 | Man Camp                      | Teresa           |                                  |        |
| 2013 | Oculus                        | Marisol Chavez   |                                  |        |
| 2014 | Demon Legacy                  | Jack             |                                  |        |
| 2014 | Dead Room: Origins            | Jade             | Curtmetratge                     |        |
| 2015 | The Program                   | Natalie          | Curtmetratge                     |        |
| 2015 | Wine Jabs                     | Vivian           | Curtmetratge                     |        |
| 2016 | Hot                           | Beth             |                                  |        |
| 2016 | Hush                          | Maddie Young     | També guionista                  | [ 14 ] |
| 2016 | Ouija: Origin of Evil         | Jenny Browning   |                                  |        |
| 2017 | Gerald's Game                 | Sally Burlingame |                                  |        |
| 2019 | Let's Go Down                 | Ember            | Curtmetratge                     |        |
| 2021 | Hypnotic                      | Jenn Tompson     |                                  |        |
| 2023 | The Wrath of Becky            | Agent Montana    | Cameo                            | [ 33 ] |
| 2024 | The Life of Chuck             | Miss Richards    |                                  |        |
| 2024 | V/H/S/Beyond                  | Cap              | Director del segment: "Stowaway" | [ 24 ] |
| TBA  | The Room Returns!             | Claudette        | Post-producció                   | [ 34 ] |

### Televisió
| Any  | Títol                          | Paper                               | Notes                                            | Ref.   |
| ---- | ------------------------------ | ----------------------------------- | ------------------------------------------------ | ------ |
| 2009 | Ghost Whisperer                | Cheryl                              | Episodi: "This Joint's Haunted"                  |        |
| 2010 | Numb3rs                        | Rachel Hollander                    | Episodi: "And the Winner Is..."                  |        |
| 2012 | The Unknown                    | Evey Kyler                          | Episodi: "Prime Cut"                             | [ 35 ] |
| 2012 | Castle                         | Nadia                               | Episodi: "47 Seconds"                            |        |
| 2012 | Where Would We Be              | Stephanie                           | Episodi: "Pilot"                                 | [ 36 ] |
| 2013 | Mob City                       | Tandy                               | Episodi: "Stay Down"                             |        |
| 2018 | The Haunting of Hill House     | Theodora "Theo" Crain               | Paper principal; 10 episodis                     |        |
| 2020 | Hawaii Five-0                  | Leslie                              | Episodi: "I ho'olulu, ho'ohulei 'ia e ka makani" |        |
| 2020 | The Haunting of Bly Manor      | Viola Willoughby / La dama del llac | 2 episodis                                       |        |
| 2021 | Midnight Mass                  | Erin Greene                         | Paper principal; 7 episodis                      |        |
| 2022 | The Time Traveler's Wife       | Annette DeTamble                    | Paper recurrent; 3 episodis                      |        |
| 2023 | The Fall of the House of Usher | Camille L'Espanaye                  | Paper principal; 8 episodis                      | [ 37 ] |

### Podcasts
Siegel ha aparegut al podcast de terror Calling Darkness and The NoSleep Podcast.